# Hubbardia briggsi
Espèce
Synonymes
- Trithyreus briggsi Rowland, 1972

Hubbardia briggsi est une espèce de schizomides de la famille des Hubbardiidae.

## Distribution
Cette espèce est endémique de Californie aux États-Unis,. Elle se rencontre dans les comtés de Tulare et de Fresno.

## Description
Les mâles mesurent de 5,13 à 5,91 mm et les femelles de 5,30 à 5,70 mm.

## Étymologie
Cette espèce est nommée en l'honneur de Thomas S. Briggs.

## Publication originale
- Rowland, 1972 : A new species of Schizomida (Arachnida) from California. Occasional Papers Texas Tech Memorial Museum, no 5, p. 1-9 (texte intégral).